# Liste des plus hauts gratte-ciel d'Atlanta

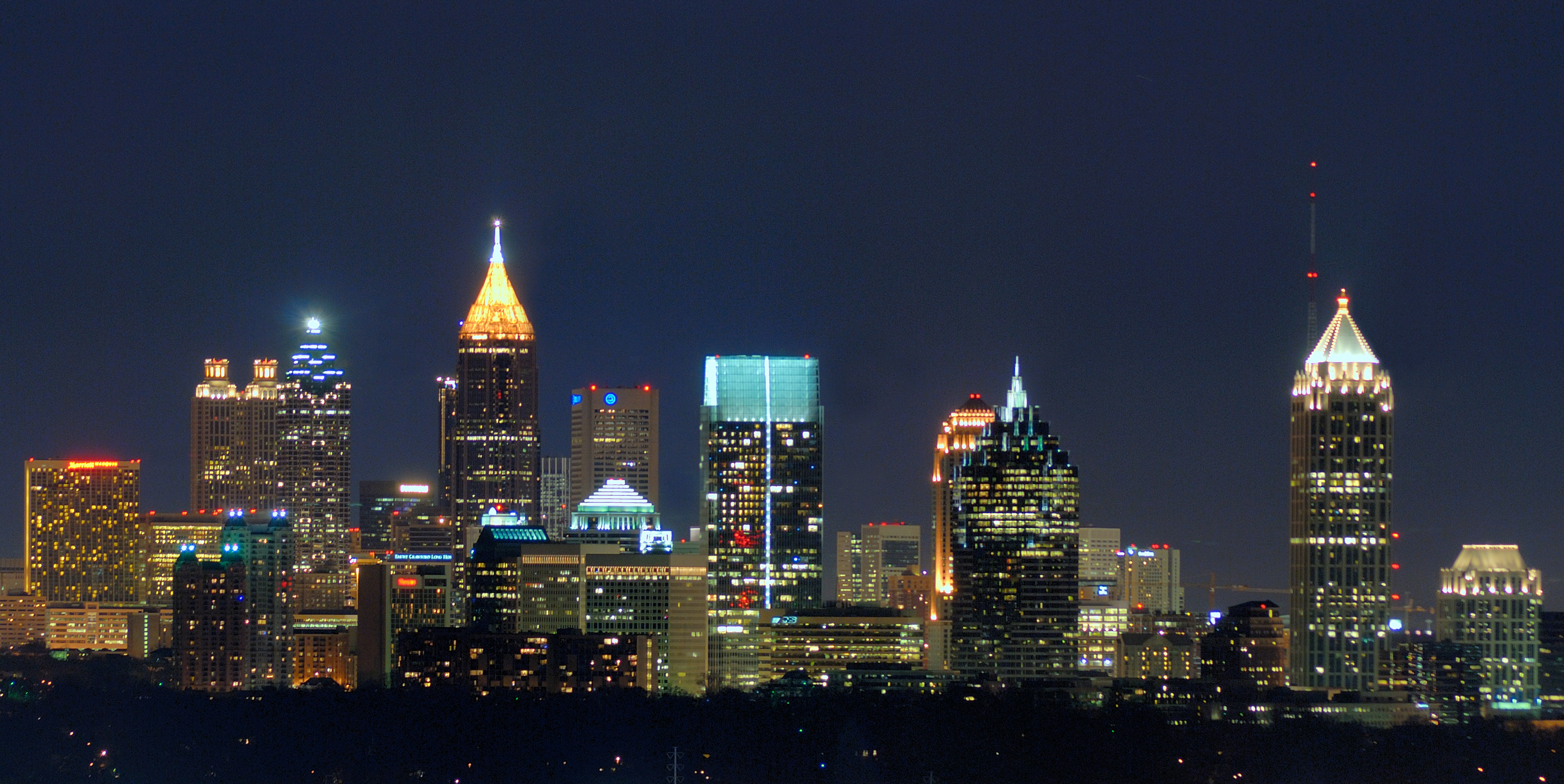
Le centre-ville d'Atlanta

Cet article concerne une liste des plus hauts gratte-ciel d'Atlanta dans l'État de Géorgie, aux États-Unis. Depuis la construction de l'AT&T Communications Building en 1929, plus de 70 gratte-ciel d'au moins 100 mètres de hauteur ont été construits dans la ville d'Atlanta sans compter ceux situés dans son agglomération dans des villes comme Sandy Springs (Géorgie) ou Vinings.
En 2015 la liste des immeubles de plus de 100 mètres de hauteur y est la suivante d'après Council on Tall Buildings and Urban Habitat 

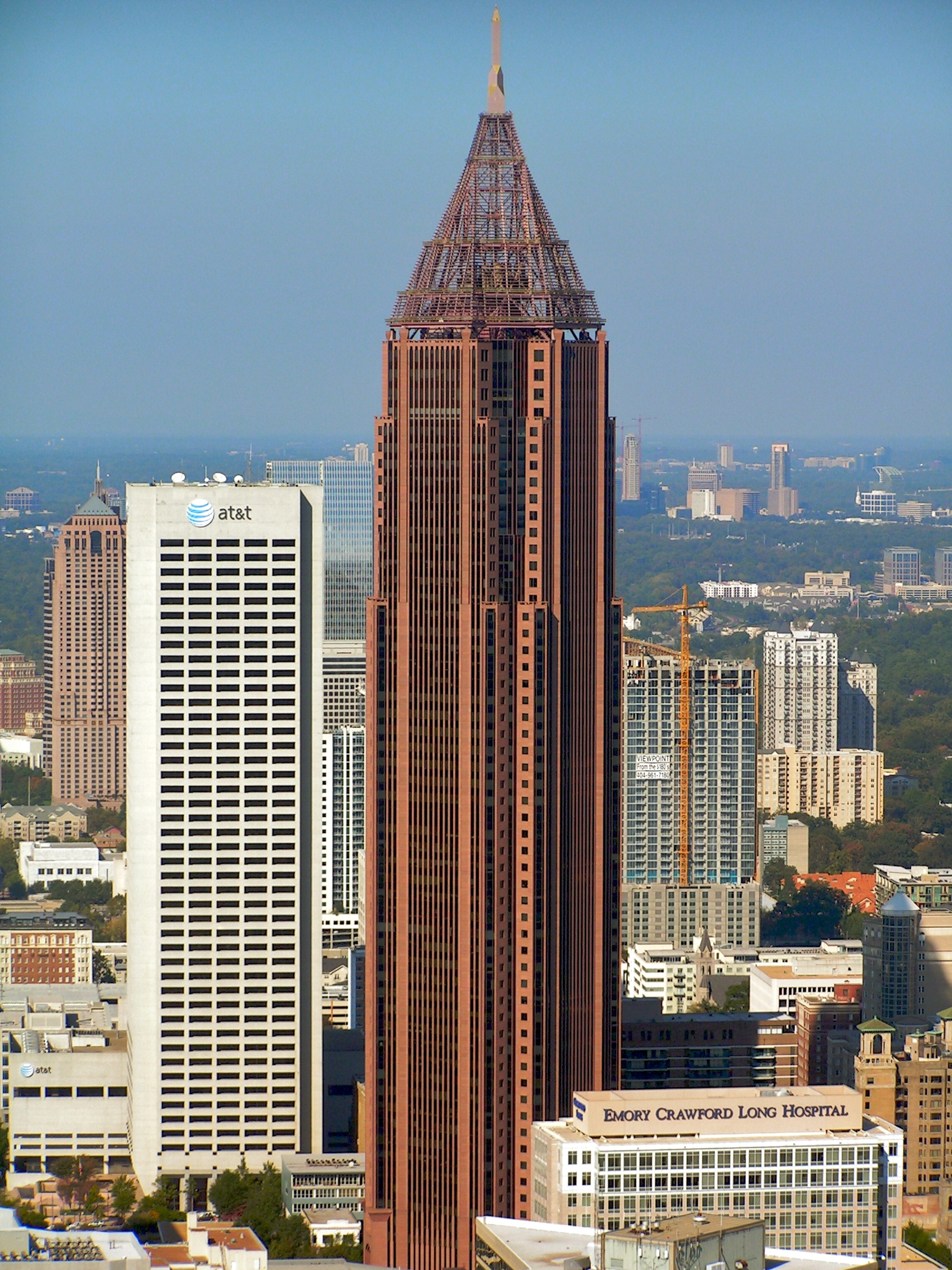
Bank of America Plaza (Atlanta)

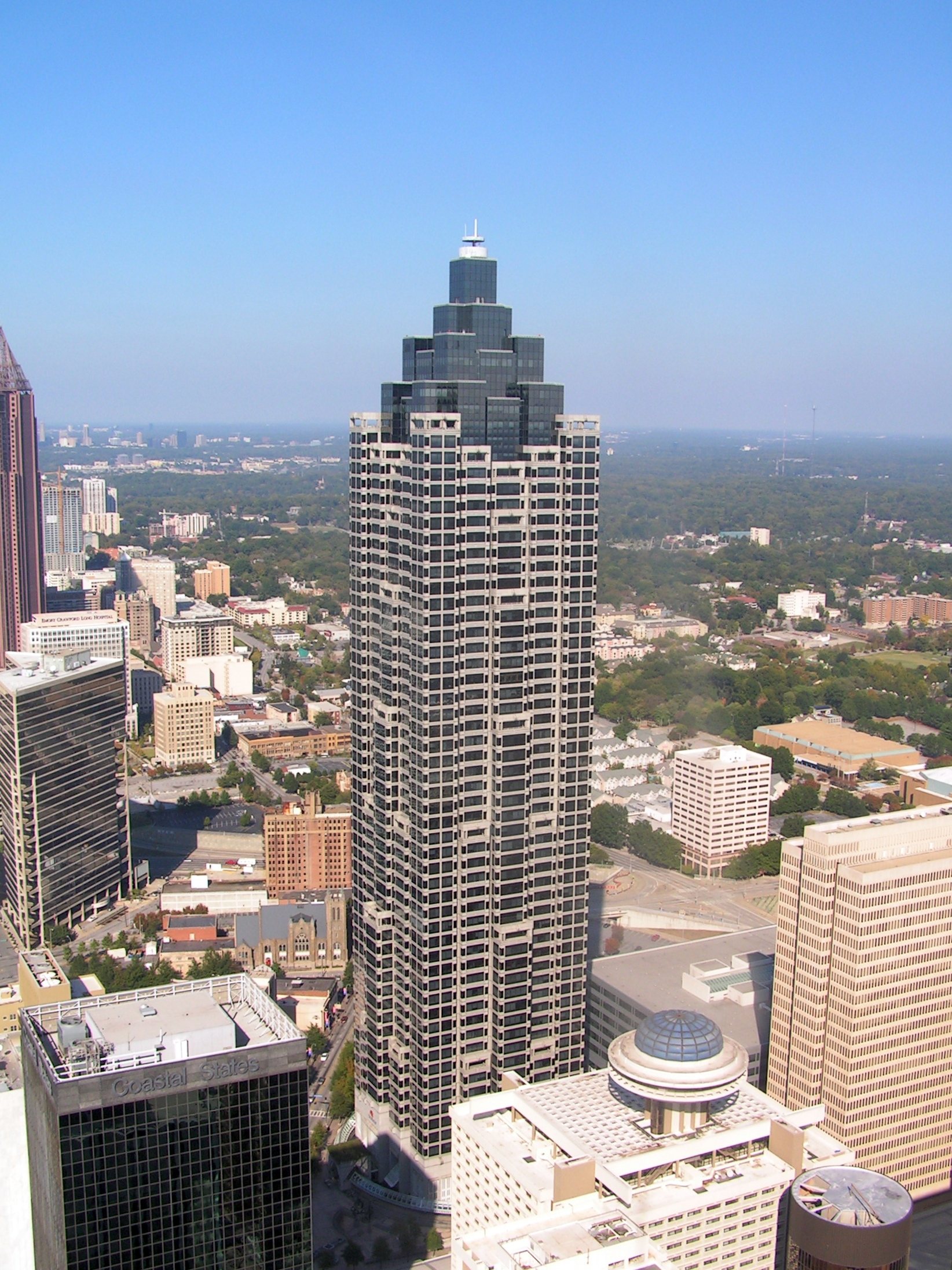
SunTrust Plaza

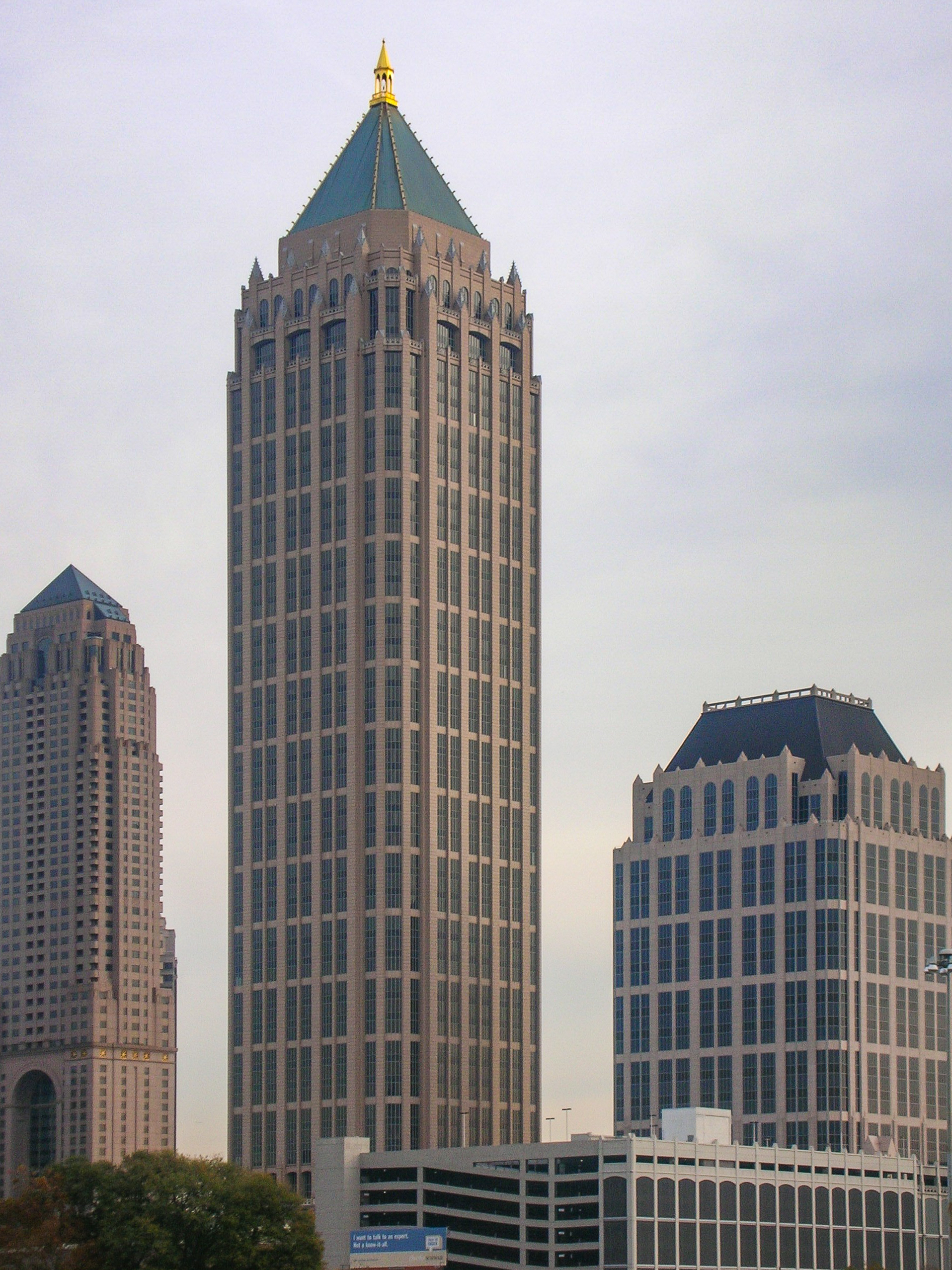
One Atlantic Center

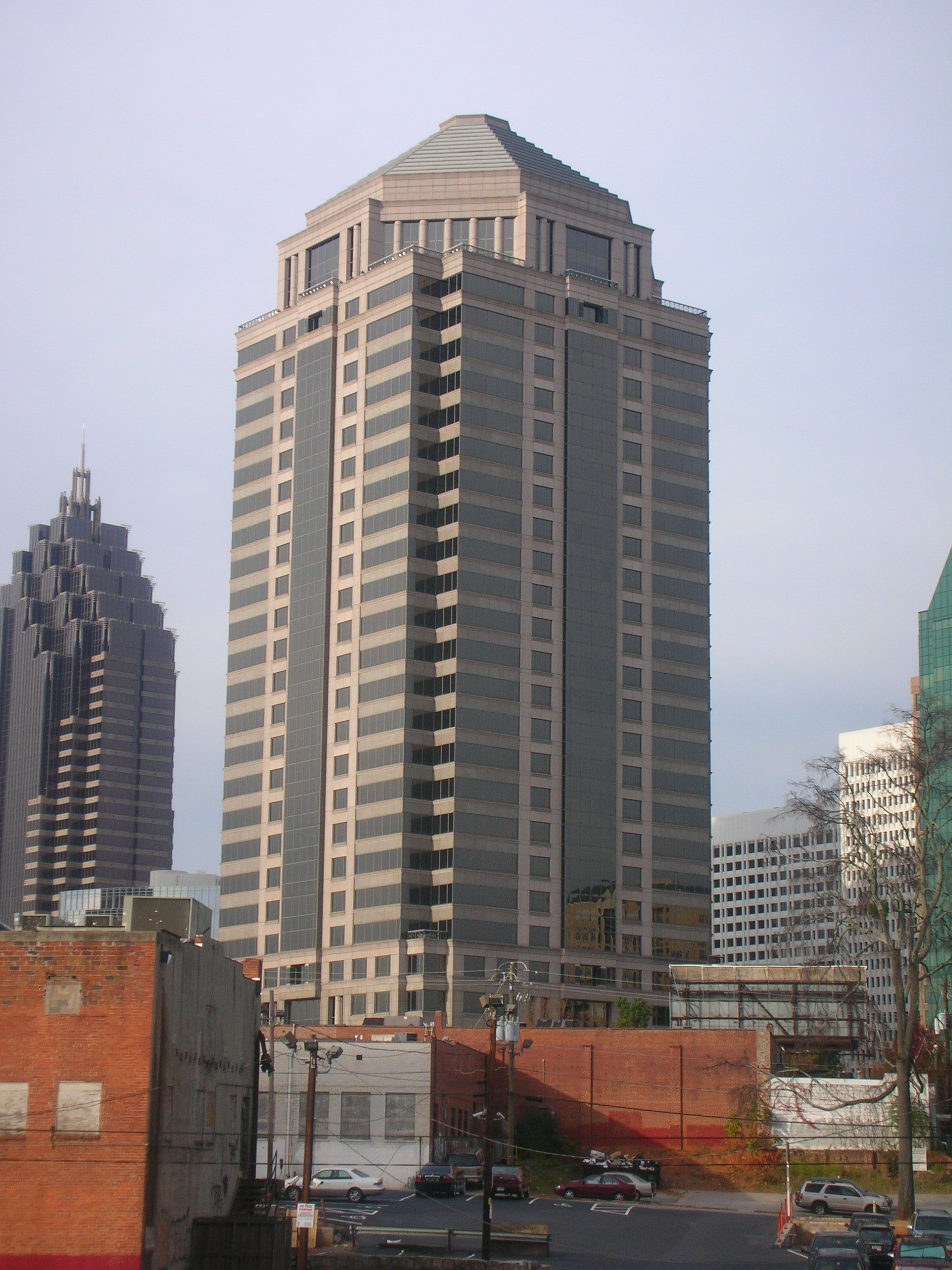
1100 Peachtree

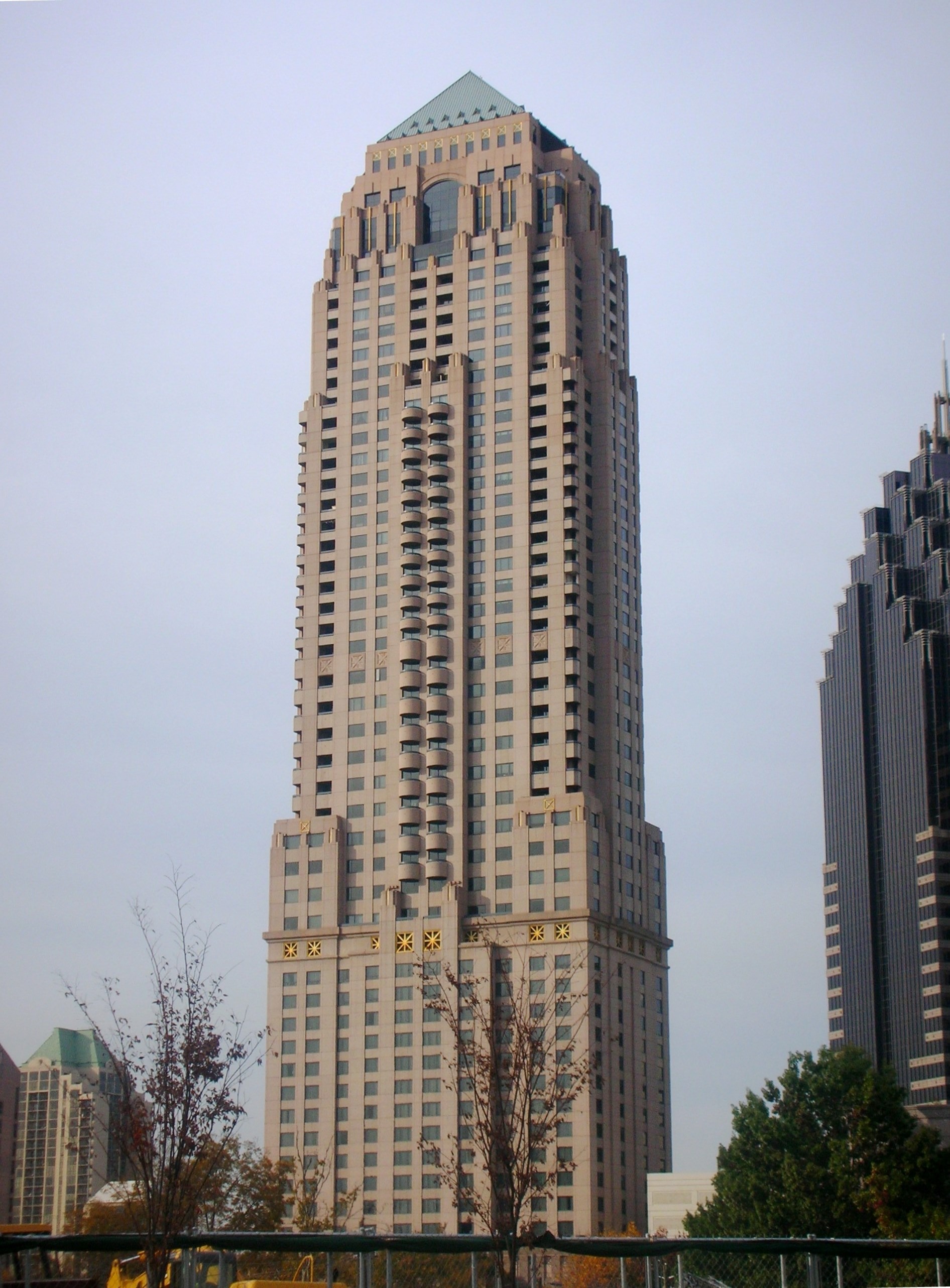
GLG Grand

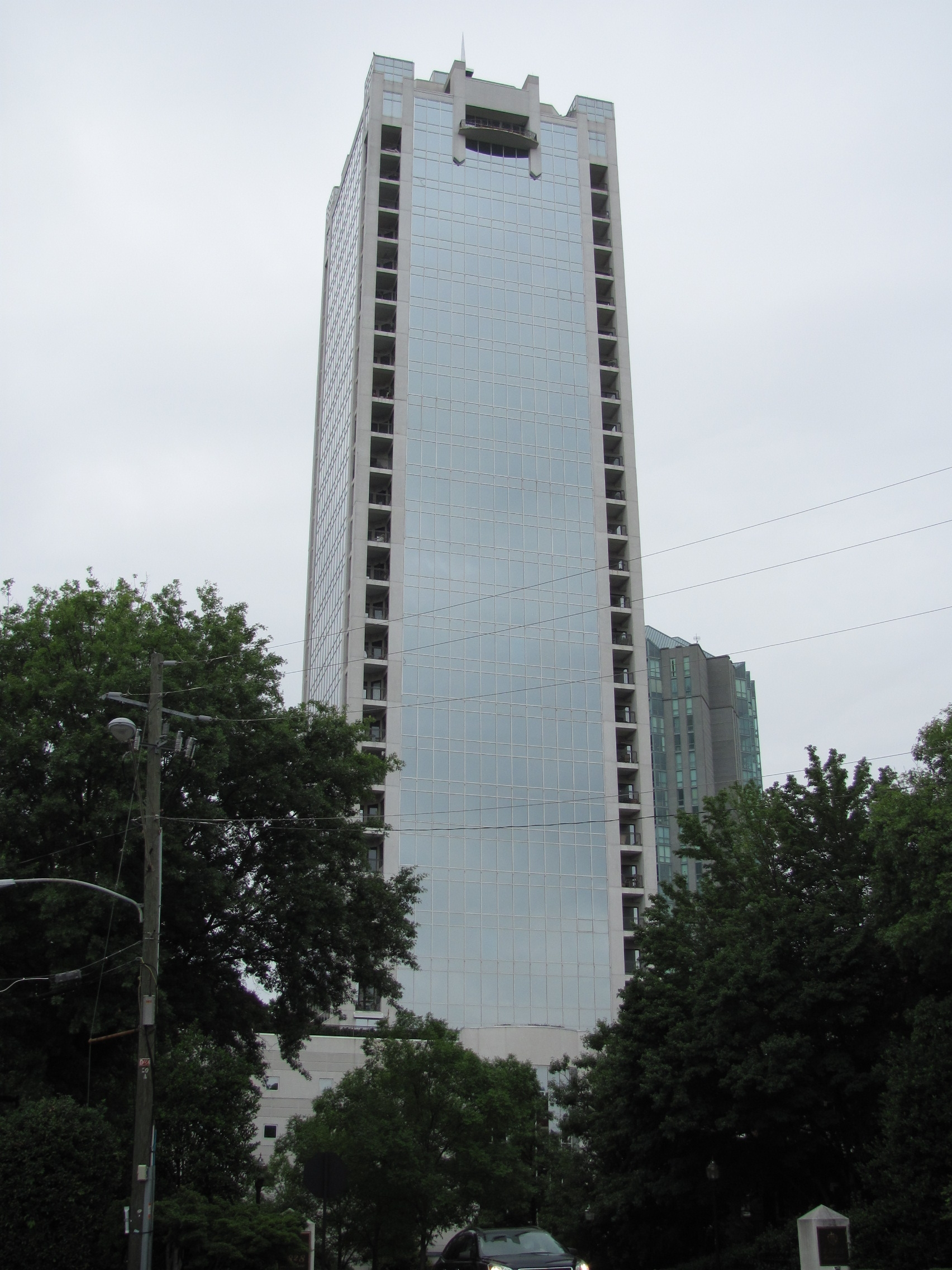
2828 Peachtree Condominiums

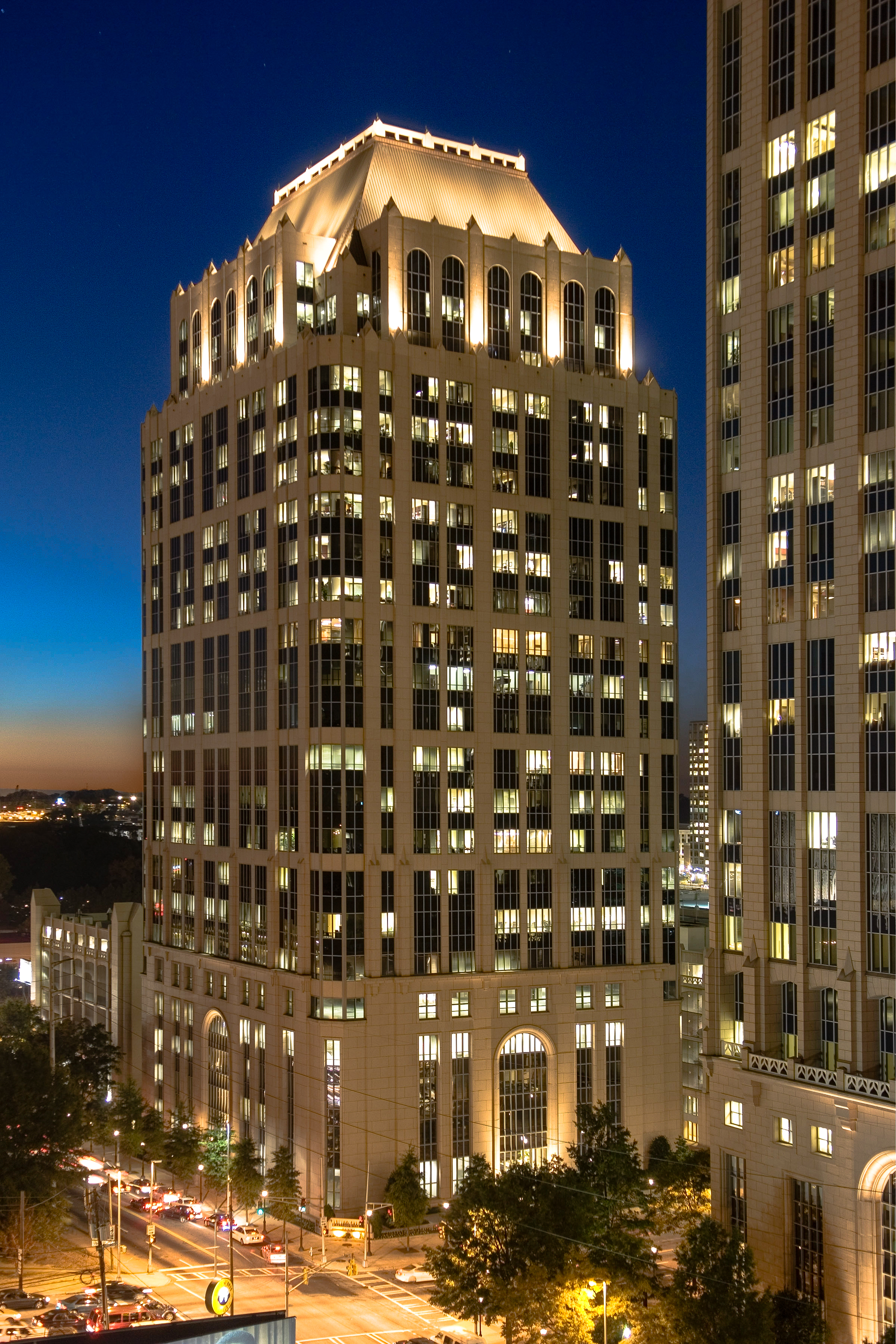
Atlantic Center Plaza

| Rang | Nom                                   | Adresse                         | Hauteur | Étages | Année |
| ---- | ------------------------------------- | ------------------------------- | ------- | ------ | ----- |
| 1    | Bank of America Plaza                 | 600 Peachtree Street NE         | 311.8 m | 55     | 1992  |
| 2    | SunTrust Plaza                        | 303 Peachtree St NE             | 264,3 m | 60     | 1992  |
| 3    | One Atlantic Center                   | 1201 West Peachtree Street NW   | 249,9 m | 50     | 1987  |
| 4    | 191 Peachtree Tower                   | 191 Peachtree Street NE         | 234,7 m | 50     | 1992  |
| 5    | Westin Peachtree Plaza                | 210 Peachtree Street NW         | 220,4 m | 73     | 1976  |
| 6    | Georgia-Pacific Tower                 | 133 Peachtree Street NE         | 212,4 m | 51     | 1981  |
| 7    | Promenade II                          | 1230 Peachtree Street NE        | 210,6 m | 40     | 1989  |
| 8    | AT&T Midtown Center                   | 675 West Peachtree Street NW    | 206,4 m | 47     | 1980  |
| 9    | 3344 Peachtree                        | 3344 Peachtree Road NE          | 202,7 m | 48     | 2008  |
| 10   | 1180 Peachtree                        | 1180 Peachtree Street NE        | 200,2 m | 41     | 2006  |
| 11   | GLG Grand                             | 75 14th Street NE               | 185,6 m | 53     | 1992  |
| 12   | Mandarin Oriental, Atlanta            | 3376 Peachtree Road NE          | 176,8 m | 42     | 2008  |
| 13   | The Atlantic                          | 270 17th Street NW              | 175,9 m | 46     | 2009  |
| 14   | State of Georgia Building             | 2 Peachtree Street NW           | 169,5 m | 44     | 1967  |
| 15   | Marriott Marquis Hotel                | 265 Peachtree Center Avenue NE  | 168,9 m | 52     | 1985  |
| 16   | ViewPoint                             | 855 Peachtree Street NE         | 152,7 m | 36     | 2008  |
| 17   | Twelve Centennial Park Tower I        | 400 West Peachtree Street NW    | 149,7 m | 36     | 2007  |
| 18   | 1075 Peachtree Office Tower           | 1075 Peachtree Street NE        | 148,7 m | 38     | 2010  |
| 19   | Park Avenue Condominiums              | 750 Park Avenue NE              | 148,1 m | 44     | 2000  |
| 20   | Terminus 100                          | 3280 Peachtree Road NE          | 147,9 m | 26     | 2007  |
| 21   | Paramount at Buckhead                 | 3445 Stratford Road NE          | 145,7 m | 40     | 2004  |
| 22   | 3630 Peachtree Road                   | 3630 Peachtree Road NE          | 142,9 m | 40     | 2009  |
| 23   | Centennial Tower                      | 101 Marietta Street NW          | 140 m   | 36     | 1976  |
| 24   | Equitable Building                    | 100 Peachtree Street NW         | 138,1 m | 34     | 1967  |
| 25   | Spire (gratte-ciel)                   | 860 Peachtree Street NE         | 138 m   | 28     | 2005  |
| 26   | Buckhead Grand                        | 3338 Peachtree Road NE          | 137,5 m | 38     | 2004  |
| 27   | One Park Tower                        | 34 Peachtree Street             | 133,8 m | 32     | 1961  |
| 28   | 1100 Peachtree                        | 1100 Peachtree Street NE        | 130,5 m | 28     | 1990  |
| 29   | Atlanta Plaza One                     | 950 East Paces Ferry Road NE    | 129,5 m | 32     | 1986  |
| 30   | Park Place on Peachtree               | 2660 Peachtree Road NW          | 128 m   | 40     | 1986  |
| 31   | 2828 Peachtree Condominiums           | 2828 Peachtree Road NW          | 127,9 m | 33     | 2002  |
| 32   | 1280 West                             | 1280 West Peachtree Street NW   | 125 m   | 38     | 1989  |
| 33   | 1010 Peachtree                        | 1010 Peachtree                  | 124 m   | 36     | 2009  |
| 34   | Peachtree Summit                      | 401 West Peachtree Street NW    | 123,8 m | 31     | 1975  |
| 35   | One Coca-Cola Plaza                   | 1 Coca-Cola Plaza               | 123 m   | 29     | 1980  |
| 36   | Tower Place 100                       | 3340 Peachtree Road NE          | 122,2 m | 29     | 1974  |
| 37   | Wachovia Plaza                        | 999 Peachtree Street NE         | 120,7 m | 28     | 1987  |
| 38   | Two Alliance Center                   | 3560 Lenox Road NE              | 120,5 m | 25     | 2009  |
| 39   | Mayfair Renaissance                   | 181 14th Street NE              | 120,4 m | 35     | 2002  |
| 40   | Sam Nunn Atlanta Federal Center       | 61 Forsyth Sreet NW             | 118,3 m | 24     | 1997  |
| 41   | Loews Midtown                         | 1075 Peachtree Street NE        | 118,2 m | 39     | 2010  |
| 42   | Monarch Tower                         | 3424 Peachtree Street NE        | 118 m   | 24     | 1997  |
| 43   | Atlanta Hilton Hotel                  | 255 Courtland Street            | 116,7 m | 30     | 1974  |
| 43   | Russell Federal Building              | 75 Spring Street SW             | 116,7 m | 26     | 1978  |
| 45   | Harris Tower                          | 233 Peachtree Center NE         | 116,4 m | 31     | 1975  |
| 46   | 230 Peachtree Building                | 230 Peachtree Center Avenue NE  | 116,4 m | 29     | 1965  |
| 47   | AT&T Communications Building          | 51 Peachtree Center Avenue NE   | 115,8 m | 14     | 1929  |
| 48   | Marquis I                             | 245 Peachtree Center Avenue NE  | 115,2 m | 30     | 1985  |
| 48   | Marquis II                            | 285 Peachtree Center Avenue NE  | 115,2 m | 30     | 1986  |
| 50   | 25 Park Place                         | 25 Park Place                   | 114,9 m | 28     | 1971  |
| 50   | Coastal States Insurance Building     | 260 Peachtree Street North      | 114,9 m | 27     | 1971  |
| 52   | Peachtree Center International Tower  | 229 Peachtree Street NE         | 114,6 m | 30     | 1972  |
| 53   | BB&T Tower                            | 271 17th Street                 | 114,3 m | 25     | 2009  |
| 54   | One Georgia Center                    | 600 West Peachtree Street NW    | 113,1 m | 24     | 1968  |
| 55   | Mayfair Tower Condominiums            | 199 14th Street NE              | 112,8 m | 34     | 1990  |
| 56   | Terminus 200                          | 3333 Piedmont Road              | 112,7 m | 25     | 2009  |
| 57   | The Campanile                         | 1155 Peachtree Street NE        | 111,9 m | 20     | 1987  |
| 58   | Resurgens Plaza                       | 945 East Paces Ferry Road NE    | 108,5 m | 25     | 1988  |
| 59   | Hyatt Regency Atlanta                 | 265 Peachtree Street NE         | 103,6 m | 24     | 1967  |
| 60   | Twelve Atlantic Station               | 361 17th Street NW              | 102,4 m | 26     | 2005  |
| 61   | Peachtree Center South                | 225 Peachtree Street NE         | 101,2 m | 27     | 1969  |
| 62   | W Downtown Atlanta Hotel & Residences | 45 Ivan Allen, Jr. Boulevard NW | 100,9 m | 28     | 2009  |
| 63   | Peachtree Center North                | 235 Peachtree Street NE         | 100,9 m | 27     | 1967  |